# Ildefonso San Agustín Mur
Ildefonso San Agustín Mur (Huesca, España, 23 de enero del 1882 - 26 de febrero del 1946) fue Oficial de Sala de la Audiencia de Huesca y fotógrafo aficionado español.
Su mayor actividad como fotógrafo coincide con el momento de exaltación al traje regional fomentado en España por la Comisaría Regia de Turismo (1911-1928).

## Biografía
Era hijo de Tomás San Agustín, quien había nacido en Atienza (Guadalajara) y de su mujer Agustina Mur, siendo el cuarto de los ocho hijos que tendría el matrimonio. 
Ya teniendo cierta edad se casó con Agustina Ena, prima por parte de madre del pintor y pedagogo anarquista Ramón Acín.
Aunque la fotografía era su afición, participó en varias exposiciones fotográficas como la que se celebró en abril del 1920 en Huesca con motivo del II Congreso de Historia de la Corona de Aragón, al igual que se publicaban ocasionalmente en la prensa o diversas publicaciones de amigos suyos como Ricardo del Arco.

## Archivo fotográfico
El archivo fotográfico de Ildefonso San Agustín Mur se conservó en Quicena (Huesca) hasta que en 2005 la familia lo depositó en la Fototeca de la Diputación Provincial de Huesca (DPH).
El archivo contiene 1429 fotografías tomadas en su mayor parte entre 1920 y 1930. La Fototeca las ha clasificado en 4 grandes grupos:
- Paisaje y excursionismo por el Alto Aragón como son sus fotografías en San Juan de la Peña o las clavijas en el Salto de Roldán.
- La ciudad de Huesca y sus alrededores (tanto a modo de reportero como de forma artística).
- Los reportajes (inauguración del monumento a Lucas Mallada, el funeral del General Lasheras, construcción del Teatro Olimpia de Huesca, las casas de la calle del Parque, series que reflejan el patrimonio histórico-artístico de Huesca).
- Los retratos (sobre todo femeninos  y la mayoría de ellos en el claustro de San Pedro el Viejo)

## Acceso
Las fotografías se han digitalizado y el acceso a ellas es libre a través del buscador DARA, Documentos y Archivos de Aragón, aunque para su reproducción es necesaria su solicitud a la Fototeca.